# Kecz

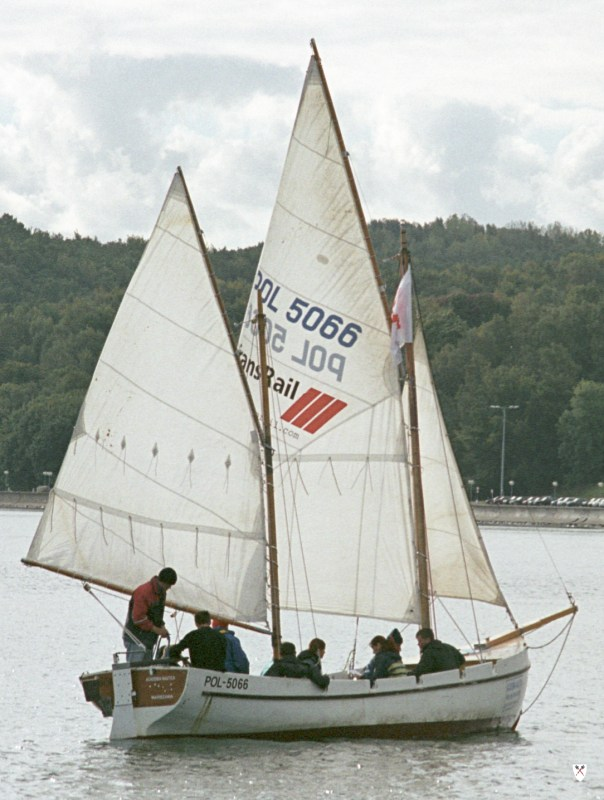
Kecz gaflowy klasy DZ

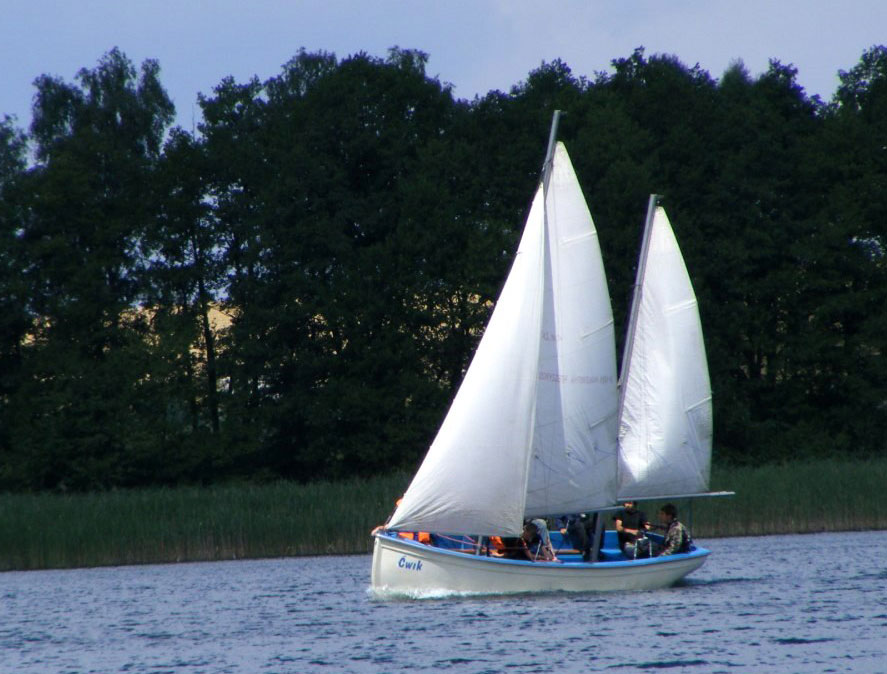
Kecz bermudzki klasy S-Z

Kecz – typ osprzętu żaglowego oraz współczesny typ żaglowca noszącego ten osprzęt.
Żaglowiec dwumasztowy (z grotmasztem i bezanmasztem), o pierwszym maszcie wyższym, noszący na wszystkich masztach ożaglowanie skośne; tylny maszt usytuowany w obrębie konstrukcyjnej linii wodnej.
Podobne typy to:
- jol – z bezanmasztem znajdującym się poza konstrukcyjną linią wodną, czyli na nawisie rufowym;
- szkuner – z przednim masztem mniejszym lub równym tylnemu.

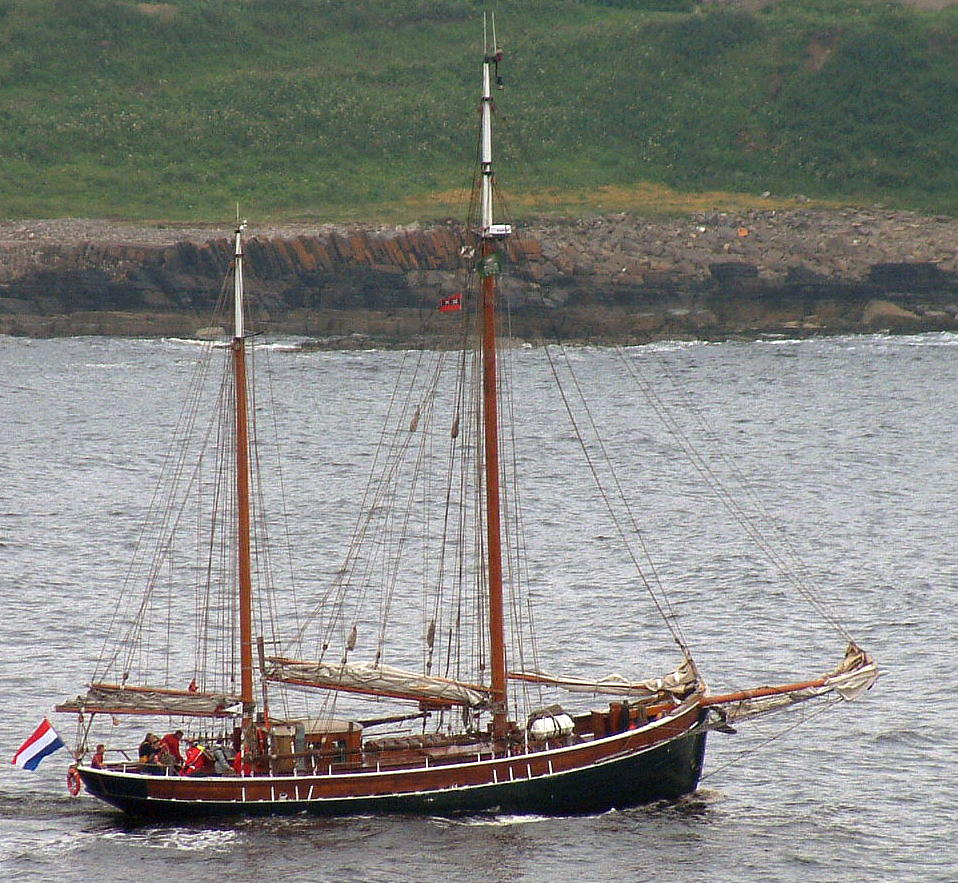
24-metrowy kecz holenderski Esther Jensen
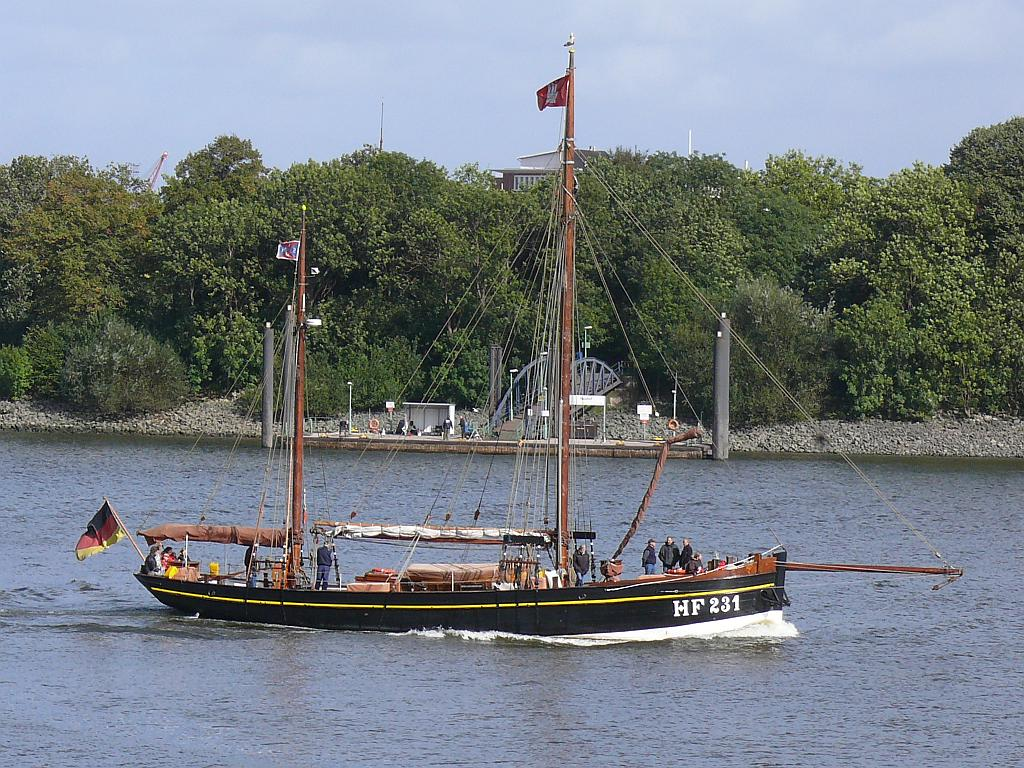
HF 231
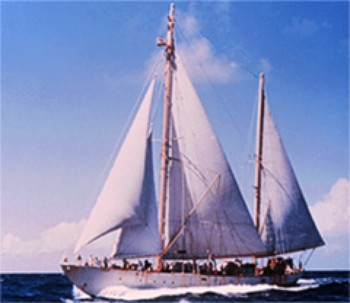
RV Atlantis

## Kecz z XVIII-XIX wieku

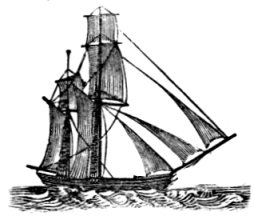
Historyczny kecz na dawnej rycinie

Żaglowiec powstały z trzymasztowego pełnorejowca przez usunięcie fokmasztu zastąpionego długim bukszprytem i bardzo dużymi sztakslami przednimi. Konfiguracje żagli zmieniały się w zależności od czasu i regionu. Klasyczny kecz z XVIII wieku posiadał na grotmaszcie jeden żagiel gaflowy i dwa rejowe, a na bezanmaszcie – jeden gaflowy i jeden rejowy. Większa przestrzeń powstała po usunięciu fokmasztu pozwalała na zamontowanie w dziobowej części pokładu moździerzy dużego kalibru – tak powstały kecze bombowe używane w niektórych marynarkach wojennych (np. brytyjskiej).